# Cordylanthus capitatus
Cordylanthus capitatus är en snyltrotsväxtart som beskrevs av Thomas Nuttall och George Bentham. Cordylanthus capitatus ingår i släktet Cordylanthus och familjen snyltrotsväxter. Inga underarter finns listade i Catalogue of Life.